# 방진호
방진호(1977년 7월 27일 ~ )는 한화 이글스의 전 야구 선수다.

## 출신 학교
- 동산고등학교
- 경남대학교

## 같이 보기
- 2001년 한화 이글스 시즌